# Williams (Iowa)
Williams ist eine City im Hamilton County im US-Bundesstaat Iowa. Das U.S. Census Bureau hat bei der Volkszählung 2020 eine Einwohnerzahl von 307 ermittelt.

## Geographie
Williams liegt im nördlichen Iowa. Die nächsten größere Städte sind Ames und Waterloo. Williams liegt etwa 95 Kilometer nördlich von Des Moines und etwa 166 Kilometer nordwestlich von Cedar Rapids. 
Nach den Angaben des United States Census Bureaus hat die Ortschaft eine Gesamtfläche von 2,3 km², die nur aus Land besteht.

## Geschichte
Am 15. Juli 1859 gründete Williams H. Merrit auf eigenem Land eine Stadt mit dem Namen Mettamora. Er legte 121 Parzellen an, von denen er zwar einige an Investoren im Osten der Vereinigten Staaten verkauft, ansonsten erweckte die neue Stadt in der Prärie kaum Interesse. Der Chefplaner für die Dubuque and Sioux City Railroad suchte schließlich Williams auf, um die Erlaubnis einzuholen, die Bahnstrecke über das Land Merrits zu führen. Schließlich legte Blair eine Stadt rund drei Kilometer nördlich von Mettamora an, die er nach Major William Williams aus Fort Dodge benannte. Das erste Postamt in der neuen Siedlung wurde am 13. Oktober 1869 eröffnet, noch bevor Williams offiziell eingetragen wurde und der erste Postmeister – ein Mann namens Isaac Brown – war auch der erste Bahnangestellte. Am 22. Oktober 1883 wurde Williams als Town inkorporiert, B. F. Corbin wurde zum ersten Bürgermeister der Stadt gewählt. An der Rechtmäßigkeit des Gründungsaktes gab es Zweifel und die Inkorporierung wurde 1884 zunächst widerrufen.
Die erste Schule wurde 1870 in Betrieb genommen und lag etwa 1 Kilometer von Williams entfernt. Gegenüber dem Harrison Hotel wurde 1875 eine neue Schule erbaut. Sie hatte nur einen Raum, wie viele Schulen im Hamilton County. Sie wurde 1881 durch einen Neubau ersetzt und wegen Platzmangels wurde 1893 ein größeres Schulgebäude im Osten der Stadt errichtet. Diese wurde bis 1918 genutzt. Danach wurde im südlichen Teil von Williams eine Highschool erbaut. Diese wurde 1957 um eine Sporthalle und ein Auditorium erweitert. In den 1960er Jahren wurden die Schulen von Blairsburg, Kamrar und Williams neuorganisiert und der Schulbetrieb wurde nach Blairsburg verlegt.

## Verkehr
Williams lag an der Dubuque and Sioux City Railroad, die schließlich in der Illinois Central Railroad aufging. Zu Beginn der 1920er Jahre wurde auf der Südseite der Gemeinde mit Bundesmitteln eine Landstraße gebaut. Der sogenannte Grant Highway wurde später in Hawkeye Highway umbenannt und wurde schließlich zu einem Abschnitt des U.S. Highways 20, der ostwärts nach Alden führt. Schließlich wurde der Highway vierspurig ausgebaut und die alte Trasse wurde als Iowa State Route 928 ausgewiesen. Dien innerörtlichen Straßen in Nord-Süd-Richtung sind nach Bäumen benannt, die drei Ost-West-Achsen sind fortlaufend nummeriert.

## Demographie
Zum Zeitpunkt des United States Census 2000 bewohnten Williams 427 Personen. Die Bevölkerungsdichte betrug 187,3 Personen pro km². Es gab 193 Wohneinheiten, durchschnittlich 84,7 pro km². Die Bevölkerung Williams bestand zu 98,36 % aus Weißen, 1,64 % gaben an, anderen Rassen anzugehören und 2,58 % der Bevölkerung erklärten, Hispanos oder Latinos jeglicher Rasse zu sein.
Die Bewohner Williams’ verteilten sich auf 185 Haushalte, von denen in 25,4 % Kinder unter 18 Jahren lebten. 55,7 % der Haushalte stellten Verheiratete, 8,1 % hatten einen weiblichen Haushaltsvorstand ohne Ehemann und 33,0 % bildeten keine Familien. 31,4 % der Haushalte bestanden aus Einzelpersonen und in 18,4 % aller Haushalte lebte jemand im Alter von 65 Jahren oder mehr alleine. Die durchschnittliche Haushaltsgröße betrug 2,31 und die durchschnittliche Familiengröße 2,85 Personen.
Die Bevölkerung verteilte sich auf 24,8 % Minderjährige, 6,8 % 18–24-Jährige, 27,4 % 25–44-Jährige, 20,6 % 45–64-Jährige und 20,4 % im Alter von 65 Jahren oder mehr. Das Durchschnittsalter betrug 39 Jahre. Auf jeweils 100 Frauen entfielen 100,5 Männer. Bei den über 18-Jährigen entfielen auf 100 Frauen 92,2 Männer.
Das mittlere Haushaltseinkommen in William betrug 36.250 US-Dollar und das mittlere Familieneinkommen erreichte die Höhe von 41.094 US-Dollar. Das Durchschnittseinkommen der Männer betrug 27.667 US-Dollar, gegenüber 22.188 US-Dollar bei den Frauen. Das Pro-Kopf-Einkommen belief sich auf 16.000 US-Dollar. 2,2 % der Bevölkerung und 0 % der Familien hatten ein Einkommen unterhalb der Armutsgrenze, davon waren 0 % der Minderjährigen und 7,8 % der Altersgruppe 65 Jahre und mehr betroffen.